# Булгаков, Андрей Алексеевич (Герой Советского Союза)
Андре́й Алексе́евич Булга́ков (1913—1967) — младший лейтенант Советской Армии, участник Великой Отечественной войны, Герой Советского Союза (1944).

## Биография
Родился 13 августа 1913 года в селе Белая Глина (ныне — Белоглинский район Краснодарского края) в крестьянской семье. Окончил восемь классов школы, работал в родном селе.
В 1936—1937 годах проходил службу в Рабоче-крестьянской Красной Армии, в июне 1941 года был повторно призван в неё. С июля этого же года — на фронтах Великой Отечественной войны. К сентябрю 1943 года гвардии красноармеец Андрей Булгаков был разведчиком 1206-й гвардейской отдельной разведывательной роты 110-й гвардейской стрелковой дивизии 37-й армии Степного фронта. Отличился во время битвы за Днепр.
29 сентября 1943 года в районе села Куцеволовка Онуфриевского района Кировоградской области Украинской ССР первым в группе разведчиков переправился на западный берег Днепра и автоматным огнём обеспечил успешную переправу всей группы. В ходе захвата плацдарма лично уничтожил 13 вражеских солдат и офицеров. В ночь с 8 на 9 октября 1943 года первым добрался до немецких окопов и уничтожил в бою 9 солдат и 2 офицеров, обеспечив тем самым успешное продвижение своего подразделения.
Указом Президиума Верховного Совета СССР «О присвоении звания Героя Советского Союза офицерскому, сержантскому и рядовому составу Красной Армии» от 22 февраля 1944 года за «образцовое выполнение боевых заданий командования при форсировании реки Днепр, развитие боевых успехов на правом берегу реки и проявленные при этом отвагу и геройство» был удостоен высокого звания Героя Советского Союза с вручением ордена Ленина и медали «Золотая Звезда».
В 1945 году окончил Полтавское танковое училище. В 1946 году вступил в ВКП(б). В этом же году был уволен в запас в звании младшего лейтенанта. Работал в Корсаковском горкомхозе Сахалинской области. Умер 22 мая 1967 года. Похоронен в г. Корсаков. В 2018 году был перезахоронен на «новом» кладбище города.
Был также награждён орденом Отечественной войны 1-й степени, медалями «За отвагу», «За победу над Германией в Великой Отечественной войне 1941—1945 гг.».

## Память
- 27 января 2020 года средней общеобразовательной школе № 3 Корсаковского городского округа было присвоено почётное наименование — имени Героя Советского Союза А. А. Булгакова[2].